# Cave coopérative de Saint-Théodorit
La cave coopérative de Saint-Théodorit est une cave coopérative de vinification située à Saint-Théodorit et faisant l’objet d’une inscription au titre des monuments historiques en 2013.